# ريتا بوغوسوفا
ريتا بوغوسوفا، لاعبة كرة طاولة سابقة من الاتحاد السوفيتي. فازت بالميدالية الذهبية في فعاليات فرق السيدات في بطولة العالم لكرة الطاولة عام1969.